# Chica de Skrydstrup
La chica de Skrydstrup o Skrydstrupskvinnan, es uno de los cuerpos encontrados de la Edad del Bronce mejor conservados. La tumba de una joven de clase alta fue examinada y excavada en 1935 en Skrydstrup en el sur de Jutlandia, Dinamarca. Data del 1300 a. C. aprox.

## Descubrimiento
La chica Skrydstrup fue encontrada en 1935 bajo un túmulo funerario en Skrydstrup, 1 km al suroeste de Vojens. El ataúd de tronco de roble se colocó sobre una capa de piedra y se cubrió con una pila primaria de turba que medía 13 metros de diámetro y 1,75 metros de altura. Más tarde, dos hombres fueron colocados en ataúdes similares en el lateral del mismo túmulo funerario. Todo estaba cubierto por una gran pila de turba, que medía 24 metros de diámetro y 4 metros de altura. Esto fue erosionado en su mayor parte por siglos de actividad agrícola, y solo la zona central de césped estaba intacta en 1935, aunque la humedad había empezado a filtrarse y de haberse descubierto unos años después, solo se habrían encontrado los pendientes de oro pues los restos orgánicos se habrían disuelto.
El carbono-14 la data aproximadamente del 1300 a. C., que es la misma fecha que los cimientos de una vivienda comunal de madera excavados en 1993. Estos aparecieron debajo de un pequeño túmulo funerario a 600 metros al noreste de la tumba. La casa medía unos 7,5 x 30 metros y posiblemente fuera su hogar.
El entonces director del Museo Haderslev, Christian M. Lund, fue el responsable de la excavación en 1935.

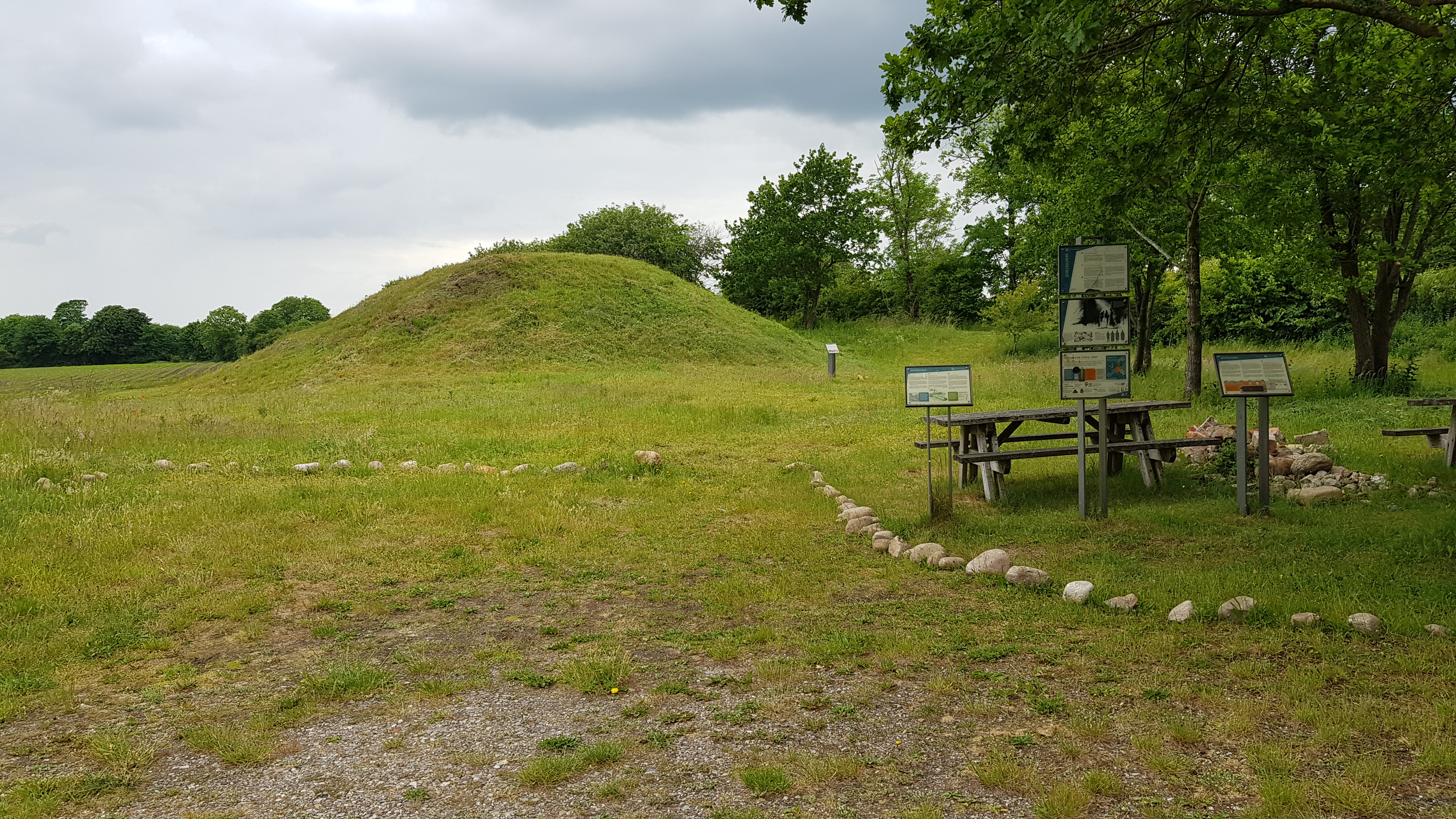
Túmulo funerario de la joven de Skrydstrup.

## Descripción

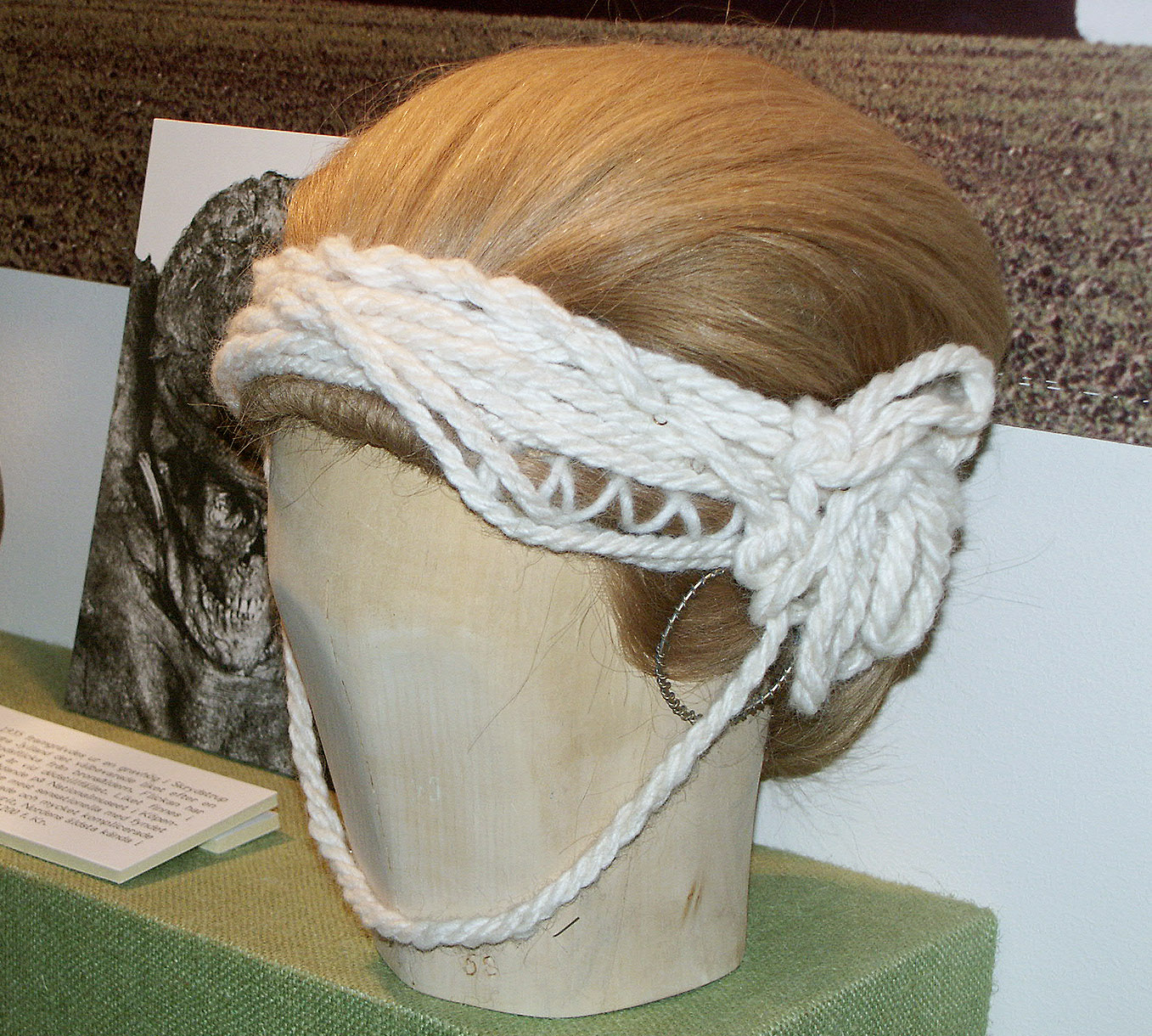
Reconstrucción de cómo iba sujeta la cuerda de lana.

Al momento de su muerte, la difunta era una mujer joven, de 17 o 18 años. La enterraron en un ataúd de tronco de roble, que yacía en medio del montículo, cubierto de piedras; el ataúd de madera en sí no se conservó pero sí su contenido: el cuerpo, prendas e implementos estaban bien preservados. Estaba tendida sobre una piel de vaca, y en su cabeza había una gran gorra de tela. La enterraron en verano porque descansaba sobre una capa de acederas. La piel de vaca también se roció con perifollo silvestre.
La enterraron vestida con una túnica larga de lana de manga corta con bordados en las mangas y el cuello. Una gran tela cuadrada de lana con un cinturón la cubría desde la cintura hasta los pies. Un peine de cuerno colgaba del cinturón. La tela estaba hecha de lana procedente de ovejas oscuras de color marrón rojizo. Las únicas joyas que portaba eran sus grandes pendientes en forma de aro, de oro. Debajo del gorro tenía el cabello rubio ceniza recogido con una fina redecilla trenzada de crin de caballo, que en la parte delantera y trasera estaba unida a una cuerda de lana ornamentalmente trenzada de casi 5 metros de largo. La cuerda estaba atada alrededor como una cinta para la cabeza, de modo que la redecilla para el cabello y la gorra quedaban bien en su lugar. El elaborado peinado que lucía era probablemente una especie de tocado de gala o ceremonia.  

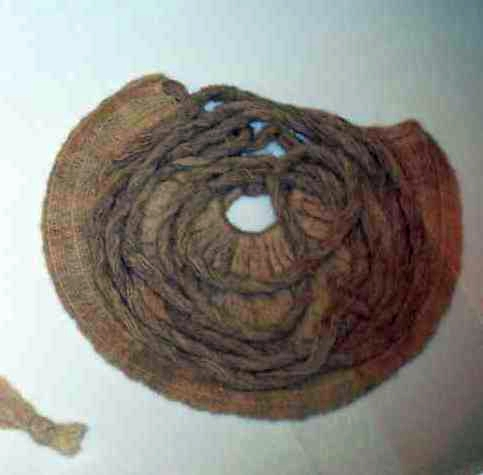
Reconstrucción de la gorra y la cinta sobre la cabeza.

El atuendo, peinado, pendientes de oro, el ataúd de roble y el túmulo revelan que la chica de Skrydstrup tenía un muy elevado estatus. Sus dientes todavía no habían desarrollado ninguna caries. Con una altura de 1,70 m, también era diez centímetros más alta que el promedio femenino de la época y probablemente disfrutó de una buena nutrición.

## Teorías sobre su vida y orígenes
Utilizando los análisis de estroncio, los investigadores intentaron rastrear casi toda la vida de la joven de Skrydstrup desde la infancia hasta su muerte. Según un grupo de investigación en 2017, la joven habría llegado al área de Skrydstrup cuando tenía entre 13 y 14 años. Antes de eso, habría nacido y vivido en Europa Central. Después de su llegada al sur de Jutlandia, la joven permaneció en la zona durante casi cuatro años, antes de morir a los 17-18 años alrededor del año 1300 a. C.
Esta interpretación, y los resultados del primer análisis de estroncio, fueron cuestionados en 2019. Se sugirió que los datos de isótopos de estroncio del área alrededor de Skrydstrup que se utilizaron en 2017 probablemente habían sido contaminados por el estroncio de la cal agrícola fabricada y ampliamente distribuida que se agrega al suelo en la agricultura moderna, en un caso similar a lo sucedido con la Chica de Etgved. Cuando otro grupo de investigación analizó el estroncio de áreas vírgenes alrededor de la tumba, no contaminadas todavía por la agricultura moderna, afirmaron descubrir que los valores de la Skrydstrupsflickan se corresponden con estos. Según este análisis, lo más probable es que la joven hubiera nacido y se hubiera criado localmente en la zona de Skrydstrup.
Sin embargo, los dos grupos de investigación coincidían en que pudo haberse mudado a la edad de 13 o 14 años, quizás debido al matrimonio. El último análisis sugería que la mudanza pudo haber sido de solo unos pocos kilómetros.
Finalmente, en diciembre del mismo año el segundo análisis fue refutado y el primero respaldado al comprobarse que la contaminación global por la cal agrícola de las aguas superficiales no era lo suficientemente significativa, al no penetrar hasta las aguas subterráneas de donde nacen arroyos y manantiales. Así, las dos jóvenes casi contemporáneas de Skrydstrup y Egtved pasaron a ser la confirmación de que en la Edad del Bronce europea, tribus y pueblos alejados ya hacían alianzas de paz y comercio sellándolas con un matrimonio.